# 東京都道181号藤橋小作線

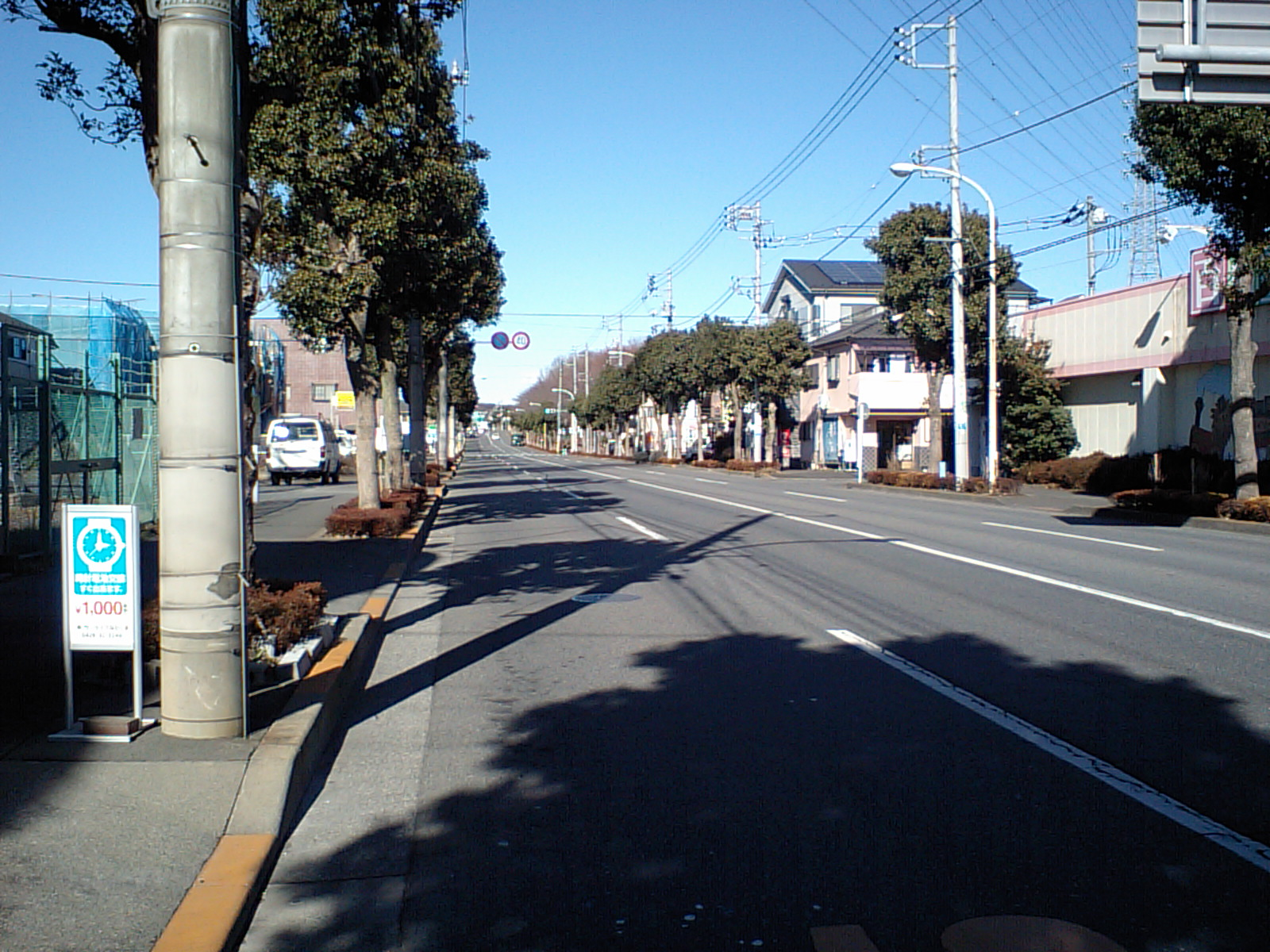
青梅市新町付近

東京都道181号藤橋小作線（とうきょうとどう181ごう ふじはしおざくせん）は、東京都青梅市と羽村市を結ぶ一般都道である。

## 概要
- 起点：青梅市藤橋北交差点
- 終点：羽村市小作駅東口
- 都市計画路線名：福生3・4・34

## 沿道状況
藤橋北〜藤橋間は、上下合わせて2車線の追い越し禁止道路で、住宅と田畑が広がる。
藤橋〜藤橋久保間は、都道63号線と重複をし、沿道状況は住宅街となり、道路も広がる。
藤橋久保〜青梅新町間は、片側2車線の計4車線道路となり、東側には三ッ原工業団地が広がり、フォレオ青梅などの商業施設も多い。青梅新町では青梅街道と交差（道路としては合流）し、ラッシュ時はよく混雑する。この区間は計4車線道路にも拘らず、規制速度が40キロなので、スピードには注意が必要となる。さらに、圏央道青梅インターチェンジから、八王子・奥多摩・福生・立川・国道16号方面へのアクセス路にもなっているため、日中の交通量は多い。
青梅新町〜新町桜株間も引き続き計4車線区間となるが、新宿と青梅、山梨方面を結ぶ青梅街道との重複となるため、交通量は前述の区間よりも増加する。
新町桜株〜小作駅北間は、片側1車線ずつの2車線区間となる。新町桜株交差点を北進し、飯能方面に向かう道は当道路の旧道で、藤橋交差点で再び合流する。

## 交通状況
平成22年（2010年）度時点での、道路交通センサスによる藤橋小作線の交通データについて以下の通りである。
- 大型車：524台、小型車：4,343台、自転車類：627台、歩行者類：3,984人（いずれも12h計）
- 車道部：11.00m、歩道部：3.00m、車線数：2。

（観測地点：羽村市小作台1-11）

## 重複区間
- 東京都道5号新宿青梅線（東京都青梅市）青梅新町交差点 - 新町桜株交差点
- 東京都道63号青梅入間線バイパス（東京都青梅市）藤橋交差点 - 藤橋久保交差点

## 交差・接続する道路

### 主要地方道
- 東京都道5号新宿青梅線（青梅街道）
- 東京都道63号青梅入間線バイパス
- 東京都道63号青梅入間線（豊岡街道）

### 一般都道
- 東京都道179号所沢青梅線

## 通過する自治体
- 東京都
  - 青梅市 - 羽村市